# Та-1
Та-1 — советский опытный двухмоторный истребитель сопровождения, одноместный среднеплан с мощным неподвижным вооружением, разработанный под руководством В. К. Таирова

## Конкуренция
Та-1 никогда не считался успешным двухмоторным истребителем. Хотя сравнение его технических характеристик с любым другим двухмоторным самолетом в то время (кроме, конечно, советского САМ-13) не давало оснований считать его успешным. Среди иностранных самолетов его можно было бы сравнить только с Bf.110 и Р-38 «Лайтнинг», а среди отечественных – с ТИС-А и Гр-1.
По сравнению с Bf.110, у советского самолета были менее мощные двигатели, но более высокая скорость, грузоподъемность и значительно лучшее вооружение и бронирование. Двигатели воздушного охлаждения обеспечивали большую живучесть винтомоторной группы, а высотность двигателя М-88 была лучше, чем у DB-601.
Американский самолет был более сложным конкурентом. Он имел более мощный мотор с высотными нагнетателями. Они были менее живучими с водяной системой охлаждения, но имели большую мощность и скороподъемность. Вооружение из 8 крупнокалиберных "Браунингов" было многочисленнее. Однако вес секундного залпа составлял всего 4,2 кг, что значительно уступает даже самому слабому варианту Та-1 с 4 ШВАКами и 2 ШКАСами (5,7 кг). Кроме того, у американского самолета отсутствовала броневая защита кабины пилота спереди, слабее была бронеспинка сзади, не было бронирования боковой защиты и снизу. Следует также отметить, что двигатель М-88 в то время быстро улучшил свои показатели. Летом 1941 года на государственных 100-часовых испытаниях он показал мощность 1350 л.с. С такой мощностью Та-1 мог бы показать скорость и скороподъемность, не уступающие "Лайтнингу", хотя по-прежнему уступал бы ему в дальности полета.

## Описание конструкции
Конструкция смешанная. Кабина летчика защищена броней спереди (за оружием), бронеспинкой сзади и лобовым бронестеклом внутри плексигласового фонаря. Боковые стенки выполнялись из листового дюраля толщиной 12 мм. Спереди кабина закрывалась 8-мм бронеплитой, за головой и спиной летчика устанавливались бронеплиты толщиной 13 мм. Снизу кабина пилота обшивалась 5-мм стальным листом. Фонарь кабины пилота откидывался назад, а за неподвижным прозрачным козырьком устанавливалось 45-мм бронестекло. Госиспытания начались 31 декабря 1939 года. При полётной массе 5250 кг самолёт показал максимальную скорость у земли 488 км/ч, а на высоте 7550 м — 567 км/ч. Высоту 5000 м истребитель набирал за 5,5 мин.

## Тактико-технические характеристики
Приведённые характеристики соответствуют модификации Та-3.
Источник данных: Gordon and Khazanov, 1999; Перов В. И., Растренин О. В., 2001.

Технические характеристики
- Экипаж: 1 пилот
- Длина: 9,83 м
- Размах крыла: 12,65 м
- Высота:
- Площадь крыла: 25,4 м²
- Масса пустого: 4738 кг
- Нормальная взлётная масса: 6050 кг
- Силовая установка: 2 × радиальный М-89
- Мощность двигателей: 2 × 1250 л.с. (2 × 932 кВт)

Лётные характеристики
- Максимальная скорость:  
  - на высоте: 595 км/ч на 7000 м
  - у земли: 477 км/ч
- Посадочная скорость: 143,8 км/ч
- Практическая дальность: 1060 км
- Практический потолок: 10 400 м
- Время набора высоты: 5000 м за 6,3 мин
- Длина разбега: 1060 м

Вооружение
- Стрелково-пушечное:  
  - 4 × 20 мм пушки ШВАК с 200 патр. на ствол
  - 2 × 7,62 мм пулемёта  ШКАС с 800 патр.